# Ніколас Гілмен
Ні́колас Гі́лмен (англ. Nicholas Gilman) (3 серпня 1755—2 травня 1814) — служив в Континентальній армії протягом Американської Революційної Війни, делегат Континентального Конгресу, підписав Конституцію США. Він увійшов до складу Конгресу США протягом перших чотирьох Конгресів, і служив в Сенаті США від 1804 до його смерті.
Народився у заможній і відомій родині у Нью-Гемпширі.
Служив у Континентальній армії, після війни повернувся додому, працював у батьківській крамниці і брав участь у політичному житті штату.
Був делегатом Континентального конгресу, хоча відвідував мало засідань.
На Філадельфійський конвент запізнився і з промовами не виступав.
Сприяв ратифікації Конституції штатом Нью-Гемпшир.
Обирався до Палати представників як федераліст, а потім до Сенату як республіканець.